# Bangun Rejo (Ketapang)
Bangun Rejo is een bestuurslaag in het regentschap Lampung Selatan van de provincie Lampung, Indonesië. Bangun Rejo telt 2383 inwoners (volkstelling 2010).